# Кондратовице (гмина)
Кондратовице (пол. Kondratowice) — сельская гмина (волость) в Польше, входит как административная единица в Стшелинский повет, Нижнесилезское воеводство. Население — 4690 человек (на 2004 год).

## Демография
| Перепись                       | Всего   | Всего | Женщины | Женщины | Мужчины | Мужчины |
| ------------------------------ | ------- | ----- | ------- | ------- | ------- | ------- |
| Единицы                        | человек | %     | человек | %       | человек | %       |
| Население                      | 4690    | 100   | 2368    | 50,5    | 2322    | 49,5    |
| Плотность населения (чел./км²) | 47,8    | 47,8  | 24,1    | 24,1    | 23,7    | 23,7    |

## Сельские округа
1. Блотница
2. Червенец
3. Голостовице
4. Гурка-Собоцка
5. Гжегожув
6. Яновички
7. Карчин
8. Коморовице
9. Кондратовице
10. Ксенгинице-Вельке
11. Липова
12. Малешув
13. Подгай
14. Прусы
15. Раковице
16. Страхув
17. Зажица
18. Желёвице

## Поселения
1. Бялобжезе
2. Брохоцинек
3. Эдвардув
4. Езежице-Мале
5. Ковальске
6. Садовице
7. Скала
8. Стахув
9. Вуйцин

## Соседние гмины
1. Гмина Борув
2. Гмина Цепловоды
3. Гмина Йорданув-Слёнски
4. Гмина Лагевники
5. Гмина Немча
6. Гмина Стшелин